# Glochidion kunstlerianum
Glochidion kunstlerianum är en emblikaväxtart som beskrevs av Andrew Thomas Gage. Glochidion kunstlerianum ingår i släktet Glochidion och familjen emblikaväxter. Inga underarter finns listade i Catalogue of Life.